# Liparis ornithorrhynchos
Liparis ornithorrhynchos är en orkidéart som beskrevs av Henry Nicholas Ridley. Liparis ornithorrhynchos ingår i släktet gulyxnen, och familjen orkidéer. Inga underarter finns listade i Catalogue of Life.